# Quinta de Montezelo
A Quinta de Montezelo, Casa de Montezelo ou Casa e Quinta de Montezelo, é uma quinta com solar seiscentista de grande qualidade arquitectónica, oficialmente classificada como Imóvel de Interesse Público, situada na atual freguesia de Fânzeres e São Pedro da Cova, no Município de Gondomar, nos arredores da cidade do Porto.
Historicamente uma residência familiar, o imóvel encontra-se actualmente adaptado para utilização como unidade hoteleira.

## Descrição
Solar da Casa de Montezelo, em Fânzeres, foi construída em 1636, sendo-lhe em 1703 adicionada a Capela de Nossa Senhora da Conceição, com altar em talha policromada. Nos jardins do imóvel existe uma monumental magnólia com uma idade estimada em 300 anos.
Nesta habitação senhorial residiu o poeta e escritor portuense Joaquim de Araújo Rangel Pamplona e Castro e vários outros membros ilustres da família Araújo Rangel. Também a frequentou Manuel António Gomes, o famoso Padre Himalaia.
O conjunto da Quinta de Montezelo, incluindo dois blocos de habitação, Capela de Nossa Senhora da Conceição e Magnólia está classificado desde 1993 como Imóvel de Interesse Público, que integra um harmonioso conjunto de espaços onde se destacam a varanda de pedra com colunas, a sala de entrada com painéis de azulejos, sala de jantar com lareira, sala para bufetes com paredes em xisto, jardim de inverno, capela com talha policromada, jardim de japoneiras, terreiro com calçada à antiga portuguesa.